# Grupo Especial de Intervención
El Grupo Especial de Intervención (en catalán y oficialmente; Grup Especial d'Intervenció), conocido como GEI, es una unidad de operaciones especiales de los Mozos de Escuadra en Cataluña, España.

## Introducción
El GEI es una unidad especializada en operaciones con un alto riesgo de violencia armada (asaltos y entradas en viviendas y edificios, rescate de rehenes, lucha antiterrorista, protección de infraestructuras críticas, escolta a altas personalidades, etc). El GEI fue creado en 1984 con la colaboración del SEK de Alemania y posteriormente del Grupo Especial de Operaciones (GEO) del Cuerpo Nacional de Policía, el cual le asesoró en diversas materias.

## Estructura
- Jefe del GEI
- Jefe operativo
- Planificación y coordinación
- Unidad de Apoyo
- Unidad Operativa

Los miembros de la Unidad de Apoyo provienen de la Unidad Operativa cuando se llega a los 40 años. Se trata de veteranos que ofrecen su experiencia al resto del grupo y, gracias a los cuales, la Unidad Operativa puede dedicarse principalmente a entrenar. En esta Unidad de Apoyo se enmarcan los negociadores y los tiradores de precisión.

## Ingreso en el grupo
El ingreso en el GEI supone haber pasado exitosamente por tres fases:
- Una primera fase en la que deben superarse unas pruebas de carácter eliminatorio, físicas, psicotécnicas, médicas, entrevistas personales y de adaptación psicosomática, a lo largo de 5 meses.
- Un curso de 6 meses en el Instituto de Seguridad Pública de Cataluña ISPC.
- Un período de 12 meses más de prácticas y de adaptación al Grupo.

Solo un 3 % de los aspirantes consiguen pasar las pruebas, estos debe tener forzosamente una vocación a prueba de bombas, capacidad de trabajo en equipo y comprometerse a permanecer en el GEI al menos 4 años.

## Entrenamiento
Los entrenamientos de los Equipos Operativos son planificados y supervisados por la Unidad de Apoyo. Está dividido en tres bloques: físico, técnico y táctico y consta de materias como:
- Preparación física

- Técnicas de intervención

- Tiro

- Armamento

- Defensa personal

- Escalada y orientación

- Conducción ofensiva y evasiva

- Protección de personas

- Explosivos

- Seguimientos y autoprotección

- Asistencia médica urgente

## Equipamiento

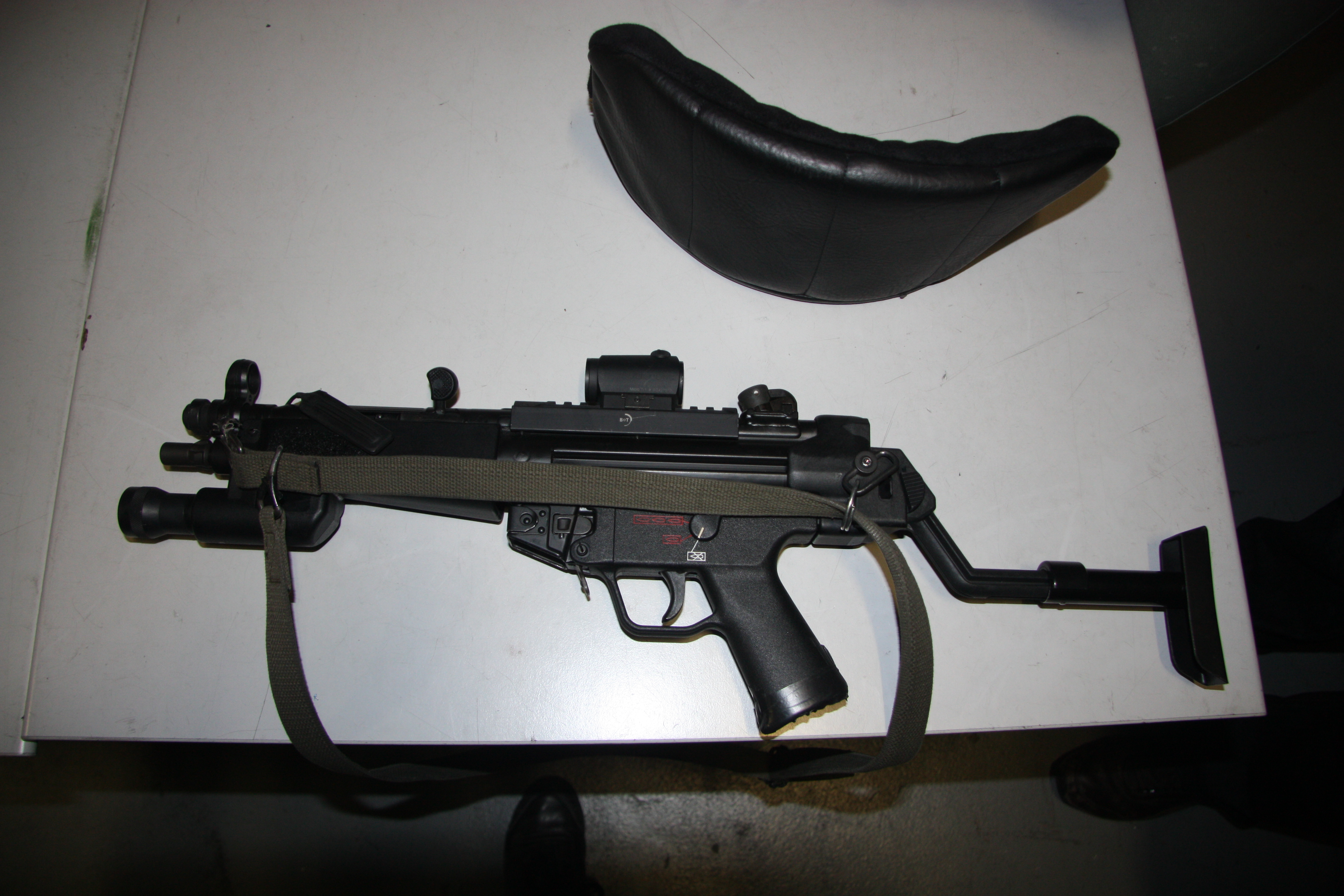
MP5 usado por el GEI

El GEI utiliza el siguiente equipamiento y variados tipos de armamento:
- Visten monos de color azul o negro y utilizan botas tácticas Oakley Assault de media caña de 6".
- Chalecos antibala BSST "UX3" con nivel de protección IIIA, sobre los cuales montan chalecos porta-equipo Blackhawk "Omega CrossDraw/Eod". En verano de 2016 llegaron a la unidad los nuevos chalecos Verseidag con sistema molle.

- Casco de Aramida MSA "TC Special Forces" V2 negro con gafas antifragmentos y posibilidad de acoplar pantallas antibalas, así como guantes anticorte. En verano de 2016 se empezaron a utilizar los cascos Ulbrichts Zenturio C1300H, también con pantalla balística y protección de 360°.[2]
- Defensa policial extensible ASP y granadas de aturdimiento Rheinmetall Mk-13 mod 0[3] de 9 detonaciones.

- Pistola H&K USP 9 mm, HK P30 9mm parabellum, además de la dotación individual de cada agente pudiendo ser estas HK USP Compact o Walther P99, utilizadas generalmente durante servicios de paisano. En el 16/7/2018 se adquirieron pistolas Glock 17M.
- Subfusiles Heckler&Koch MP5  con sistemas de puntería del tipo "Aimpoint micro T1", culatas plegables "B&T" (compatibles con el uso de pantallas antibala) y sistemas de iluminación y láser de la firma "Laser Products" integrados en el guardamanos.
- Fusiles de asalto  FN SCAR-L y SCAR-H en color Tan y negro, respectivamente. La versión de calibre 5,56 × 45 mm OTAN es utilizada con visores Aimpoint Comp M2 y linternas Streamlight Archivado el 27 de agosto de 2018 en Wayback Machine. TLR-2. La versión H es utilizada con visores Trijicon Accupoint TR24-R y designadores AN/PEQ-15A DBAL-A2.[4]
- Fusiles de asalto HK G36 en las variantes C y K. También se utilizan los HK 417 para labores contra-tirador.
- Armas de defensa personal (PDW s) modelo HK MP-7, con supresores y diversos elementos de iluminación y puntería.
- Escopetas Franchi PA6 del calibre 12, en versiones con y sin culata, y con accesorios para romper cerraduras (bocachas de franqueo). También cuentan con escopetas Remington 870 MCS estadounidenses y escopetas Fabarm SDASS.
- Fusiles de precisión HK PSG1 en calibre 7'62x51 y AMP DSR-1 en calibre 338. Lapua Magnum. También se usan los Sako TRG22 y AW AWP en .308 Winchester.[5]
- Linternas Sure-Fire, punteros láser, visores de punto rojo Aimpoint, Eotech, Meprolight o Schmidt & Bender, entre otros.

- Diferentes y efectivos utensilios de apertura mecánica y forzada de puertas y accesos.
- Escudos balísticos con sistemas independientes de iluminación.

## Armamento

### Pistolas semiautomáticas
| Nombre             | Imagen | Origen   | Tipo                   | Munición                     | Fabricante       |
| ------------------ | ------ | -------- | ---------------------- | ---------------------------- | ---------------- |
| FN Five-seveN      |        | Bélgica  | Pistola semiautomática | 5,7 × 28 mm                  | FN Herstal       |
| Glock 17           |        | Austria  | Pistola semiautomática | 9 × 19 mm Parabellum         | Glock Ges.m.b.H. |
| Heckler & Koch USP |        | Alemania | Pistola semiautomática | 9 × 19 mm Parabellum         | Heckler & Koch   |
| Heckler & Koch P30 |        | Alemania | Pistola semiautomática | 9 × 19 mm Parabellum .40 S&W | Heckler & Koch   |
| Walther P99        |        | Alemania | Pistola semiautomática | 9 × 19 mm Parabellum .40 S&W | Carl Walther     |

### Subfusiles
| Nombre               | Imagen | Origen   | Tipo                                      | Munición                                                          | Fabricante       |
| -------------------- | ------ | -------- | ----------------------------------------- | ----------------------------------------------------------------- | ---------------- |
| Heckler & Koch MP5   |        | Alemania | Subfusil                                  | 9 × 19 mm Parabellum                                              | Heckler & Koch   |
| Heckler & Koch MP7   |        | Alemania | Subfusil Arma de defensa personal         | HK 4,6 × 30 mm                                                    | Heckler & Koch   |
| FN P90               |        | Bélgica  | Subfusil Arma de defensa personal Bullpup | 5,7 × 28 mm                                                       | FN Herstal       |
| HK UMP               |        | Alemania | Subfusil                                  | .40 S&W .45 ACP 9 x 19 mm Parabellum                              | Heckler & Koch   |
| Brügger & Thomet APC |        | Suiza    | Subfusil                                  | 5,56 x 45 mm OTAN 9 × 19 mm Parabellum 10 mm Auto .40 S&W .45 ACP | Brügger & Thomet |

### Fusiles de asalto
| Nombre             | Imagen | Origen   | Tipo            | Munición          | Fabricante     |
| ------------------ | ------ | -------- | --------------- | ----------------- | -------------- |
| Heckler & Koch G36 |        | Alemania | Fusil de asalto | 5,56 × 45 mm OTAN | Heckler & Koch |
| FN SCAR-L          |        | Bélgica  | Fusil de asalto | 5,56 × 45 mm OTAN | FN Herstal     |

### Fusiles de combate
| Nombre               | Imagen | Origen   | Tipo             | Munición          | Fabricante     |
| -------------------- | ------ | -------- | ---------------- | ----------------- | -------------- |
| FN SCAR-H            |        | Bélgica  | Fusil de combate | 7,62 × 51 mm OTAN | FN Herstal     |
| Heckler & Koch HK417 |        | Alemania | Fusil de combate | 7,62 × 51 mm OTAN | Heckler & Koch |

### Escopetas
| Nombre                | Imagen | Origen         | Tipo                  | Calibre               | Fabricante                              |
| --------------------- | ------ | -------------- | --------------------- | --------------------- | --------------------------------------- |
| Remington 870         |        | Estados Unidos | Escopeta de corredera | Calibre 12 (18,53 mm) | Remington Arms                          |
| Franchi PA6           |        | Italia         | Escopeta de corredera | Calibre 12 (18,53 mm) | Franchi S.p.A.                          |
| Fabarm SDASS Tactical |        | Italia         | Escopeta de corredera | Calibre 12 (18,53 mm) | Fabarm-Fabbrica Bresciana Armi (S.P.A.) |

### Fusiles de francotirador
| Nombre              | Imagen | Origen      | Tipo                           | Munición        | Fabricante             |
| ------------------- | ------ | ----------- | ------------------------------ | --------------- | ---------------------- |
| Heckler & Koch PSG1 |        | Alemania    | Fusil de francotirador         |                 | Heckler & Koch         |
| DSR-1 Precision     |        | Alemania    | Fusil de francotirador Bullpup |                 | DSR-precision GmbH     |
| Sako TRG-22         |        | Finlandia   | Fusil de francotirador         | .308 Winchester | SAKO                   |
| AW-AWP              |        | Reino Unido | Fusil de francotirador         |                 | Accuracy International |

### Lanzagranadas y lanzadores de proyectiles
| Nombre | Imagen | Origen | Tipo                                    | Munición                        | Fabricante       |
| ------ | ------ | ------ | --------------------------------------- | ------------------------------- | ---------------- |
| GL06   |        | Suiza  | Lanzagranadas y lanzador de proyectiles | Proyectiles y granadas de 40 mm | Brügger & Thomet |

## Vehículos
Los vehículos del GEI son los siguientes; los automóviles SEAT Tarraco y SEAT Ateca, las furgonetas Ford Transit, Volkswagen Crafter, Mercedes-Benz Vito y Mercedes-Benz Sprinter, la camioneta Ford Ranger, la motocicleta BMW R1250RT y los helicópteros de la empresa Airbus Helicopters.

### Automóviles
| Nombre       | Imagen | Origen         | Segmento   | Tipo                          | Fabricante         |
| ------------ | ------ | -------------- | ---------- | ----------------------------- | ------------------ |
| SEAT Tarraco |        | España         | Segmento D | Vehículo utilitario deportivo | SEAT               |
| SEAT Ateca   |        | España         | Segmento C | Vehículo utilitario deportivo | SEAT               |
| Ford Kuga    |        | Estados Unidos | Segmento C | Vehículo todoterreno          | Ford Motor Company |

### Camionetas
| Nombre      | Imagen | Origen         | Fabricante         |
| ----------- | ------ | -------------- | ------------------ |
| Ford Ranger |        | Estados Unidos | Ford Motor Company |

### Furgonetas
| Nombre                 | Imagen | Origen         | Tipo      | Fabricante         |
| ---------------------- | ------ | -------------- | --------- | ------------------ |
| Ford Transit           |        | Estados Unidos | Furgoneta | Ford Motor Company |
| Mercedes-Benz Sprinter |        | Alemania       | Furgoneta | Mercedes-Benz      |
| Mercedes-Benz Vito     |        | Alemania       | Furgoneta | Mercedes-Benz      |
| Volkswagen Crafter     |        | Alemania       | Furgoneta | Volkswagen         |

### Motocicletas
| Nombre      | Imagen | Origen   | Fabricante   |
| ----------- | ------ | -------- | ------------ |
| BMW R1250RT |        | Alemania | BMW Motorrad |

### Helicópteros
| Helicópteros                        | Helicópteros | Helicópteros  | Helicópteros         | Helicópteros | Helicópteros       |
| Aeronave                            | Fotografía   | Origen        | Tipo                 | Unidades     | Fabricante         |
| ----------------------------------- | ------------ | ------------- | -------------------- | ------------ | ------------------ |
| Eurocopter AS355 Ecureuil 2         |              | Unión Europea | Helicóptero policial | 1            | Airbus Helicopters |
| Airbus Helicopters H135-P2          |              | Unión Europea | Helicóptero policial | 1            | Airbus Helicopters |
| Airbus Helicopters H135-T3 Helionix |              | Unión Europea | Helicóptero policial | 1            | Airbus Helicopters |

## Actuaciones más destacadas
- 16 de noviembre de 2001: Arresto en la sierra de Collserola de los fugitivos Brito y Picatoste causantes de la muerte de un varón, la violación de una joven y las heridas de dos agentes de los mozos.[8]
- 22 de junio de 2009: Arresto en plena calle de una peligrosa banda de atracadores bancarios.[9]
- 5 de octubre de 2012: Rescate de un niño valenciano secuestrado en Barcelona.[10]
- Octubre de 2012: Varias detenciones en la Operación Taxila.[11]
- 17 de agosto de 2017: Atentado terrorista en el centro de la ciudad de Barcelona.
- 17 de agosto de 2017: Atentado terrorista en el paseo marítimo de la ciudad de Cambrils.